# 徳島県道259号一宇古宮線
徳島県道259号一宇古宮線（とくしまけんどう259ごう いっちゅうふるみやせん）は、徳島県美馬郡つるぎ町から美馬市に至る一般県道である。

## 概要
美馬郡つるぎ町一宇から美馬市穴吹町古宮に至る。一部未開通部分がある。

### 路線データ
- 起点：美馬郡つるぎ町一宇（国道438号交点）
- 終点：美馬市穴吹町古宮（国道492号交点）
- 総延長：7.695 km[1]

## 歴史
- 1959年（昭和34年）1月31日 - 徳島県道129号として認定。
- 1972年（昭和47年）3月10日 - 現在の路線番号で再認定。

## 地理

### 通過する自治体
- 徳島県
  - 美馬郡つるぎ町 - 美馬市

### 交差する道路
| 交差する道路 | 市町村名 | 市町村名 | 交差する場所 | 交差する場所 |
| ------------ | -------- | -------- | ------------ | ------------ |
| 国道438号    | 美馬郡   | つるぎ町 | 一宇         | 起点         |
| 未供用区間   |          |          |              |              |
| 国道492号    | 美馬市   | 美馬市   | 穴吹町古宮   | 終点         |

### 沿線
- 貞光川